# HMS Danae (1916)
HMS «Danae» (D44) (англ. ЕВК «Даная») — британский лёгкий крейсер одноимённого типа (известного также как тип «D»), состоявший на вооружении КВМС Великобритании и ВМС Польши во время Второй мировой войны. Головной корабль своего типа.

## История службы

### Ранние годы
«Даная» как головной корабль крейсеров одноимённого типа была заложена 1 декабря 1916 на стапеле верфи Armstrong Whitworth в Уолкере, квартале города Ньюкасл-апон-Тайн. На тот момент этот крейсер считался одним из быстрейших крейсеров в мире: две паровые турбины Brown-Curtis давали мощность в размере до 40 тысяч лошадиных сил при поддержке 6 котлов и 2 винтов и позволяли развивать скорость до 29 узлов. С 1060 тоннами горючего в цистернах «Даная» преодолевала 1480 морских миль при скорости 29 узлов и 6700 миль при скорость 10 узлов. Крейсер был хорошо защищён: борта и командная палуба защищались 76-мм слоем брони, отделение горючего и каюты — 57-мм слоем, основная палуба — 25-мм слоем, защита носа и кормы варьировалась от 38 до 50 мм.
Состоя в 5-й эскадре лёгких крейсеров из Гарвича, «Даная» участвовала в патрулировании районов Северного моря в конце Первой мировой войны, позднее в Балтике она оказывала помощь Белому движению в России во время Гражданской войны (совместно с другими крейсерами своего типа «Дрэгон» и «Доунтлесс». В феврале 1920 года крейсер был переведён в 1-ю эскадру лёгких крейсеров в Атлантике.

### Кругосветное путешествие

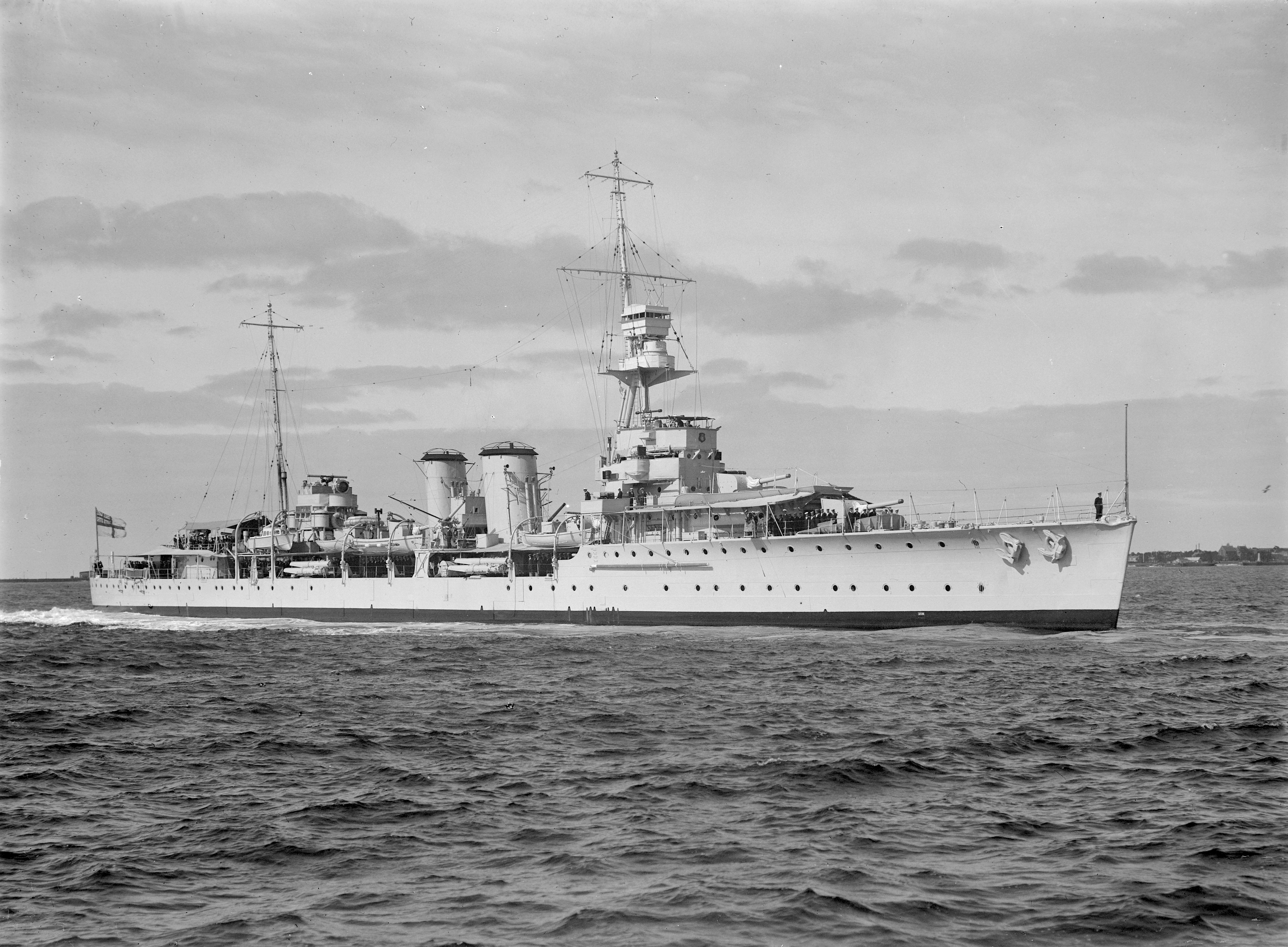
Крейсер «Даная» в 1937 году

В 1923 году крейсер был включён в эскадру особого назначения КВМС, использовавшуюся для пропагандистских целей. В эту флотилию входили линейные крейсеры «Худ» и «Рипалс», крейсеры «Дели», «Дрэгон», «Доунтлесс» и «Данедин», а также 9 кораблей других классов (преимущественно эсминцев). Эскадра покинула Девонпорт 27 ноября и направилась во Фритаун (Сьерра-Леоне). Следующими точками маршрута стали Кейптаун, Порт-Элизабет, Ист-Лондон и Дурбан, куда эскадра прибыла 31 декабря. 1 января корабли направились в Занзибар, откуда проследовали по маршруту Тринкомали — Сингапур — Олбани — Аделаида — Мельбурн — Хобарт — Сидней — Веллингтон. В Новую Зеландию корабли прибыли в мае, откуда 16 мая нанесли короткий визит на Фиджи (Сува и Самара) и затем направились по маршруту Гонолулу — Виктория — Ванкувер — Сан-Франциско. 11 июля эскадра разделилась на две части: лёгкие крейсера через Панамский канал отправились в Великобританию, другие корабли отправились в путешествие по портам Южной Америки.
С 1927 по 1929 годы «Даная» несла службу в качестве корабля сопровождения в 1-й эскадре крейсеров. Потом она отправилась в Великобританию на ремонт и модернизацию, которые продолжались до 1930 года. После ремонта она вошла в 8-ю эскадру крейсеров, базировавшуюся в Вест-Индии. В 1935 году накануне японо-китайской войны крейсер сопровождал несколько конвоев с эвакуировавшимися гражданами Великобритании из Шанхая в Гонконг и подвергся обстрелу со стороны флота Японии.

### Вторая мировая война
После этого инцидента «Даная» вернулась в Великобританию и была законсервирована. В июле 1939 года, когда стало ясно, что Вторая мировая война уже неизбежна, корабль был возвращён в состав КВМС Великобритании и вошёл в 9-ю эскадру крейсеров, отправившись на операции в Южной Атлантике и Индийском океане. 23 марта 1940 крейсер вошёл в состав Малайских сил и начал действовать в различных патрульных операциях близ Сингапура и Голландской Ост-Индии. 20 января он вошёл в состав китайских сил и начал охранять конвои в Жёлтом море, а также торговые сообщения между Голландской Ост-Индией и Цейлоном при поддержке кораблей «Дурбан», «Доунтлесс», «Канберра» и «Корнуолл». 24 февраля «Даная» прибыла на Джакарту, откуда отправилась в Коломбо и Кейптаун, где встала на ремонт.
В июле 1943 года корабль вернулся в строй, а в марте 1944 прибыл в Великобританию, войдя в состав 1-й эскадры крейсеров. Во время вторжения в Нормандию корабль участвовал в огневой поддержке сухопутных сил союзников совместно с кораблями «Рамилиес», «Уорспайт», «Маурициус», «Фробишер», «Аресуза» и «Драгун», а также 10 эсминцами. В июле эскадра прибыла в зону городов Порт-ан-Бессан и Уистрем, вернувшись только в августе в Британию.

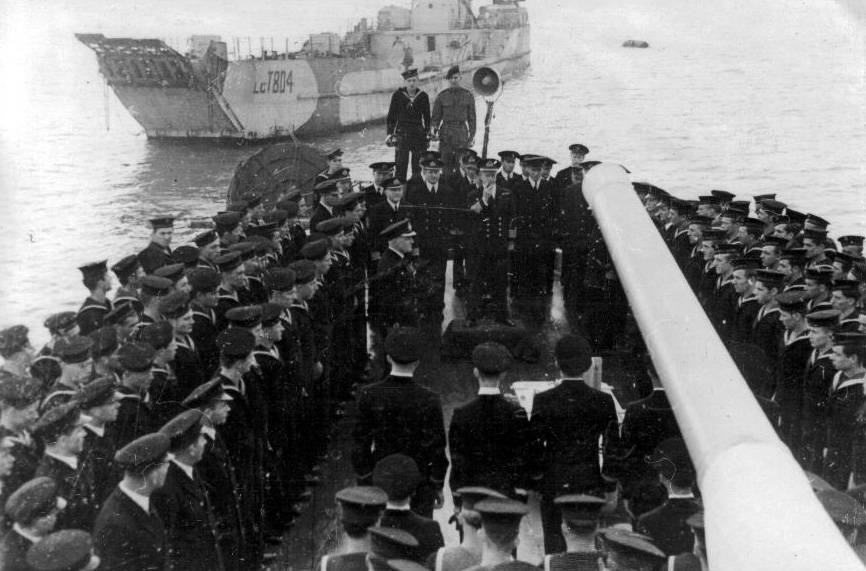
Поляки поднимают флаг ВМС Польши на «Данае»

После того, как «Драгун», состоявший в то время в составе ВМС Польши в изгнании, затонул, «Данаю» передали польскому флоту и пополнили экипаж крейсера выжившими моряками «Драгуна». Командиром корабля был назначен Станислав Дзинисевич, который отправил корабль на ремонт в Саутгемптон, а затем на доки «Четхэм». В ходе ремонта рассматривался вариант о переименовании «Данаи» в «Вильно» или «Львов», однако эти города уже принадлежали СССР, и британцы опасались возникновения конфликтной ситуации с СССР. Кораблю решили дать нейтральное имя «Конрад» в честь Джозефа Конрада, английского писателя польского происхождения.
23 января 1945 года корабль вернулся в строй, в феврале он последовал на базу Скапа-Флоу на Оркнейских островах, а 2 апреля 1945 вступил в состав 10-й эскадры крейсеров (там были крейсера «Бирмингем», «Беллона», «Дайадем» и «Дайдо»). Однако спустя неделю корабль снова встал на ремонт из-за повреждения турбины. 30 мая 1945 крейсер покинул док, войдя в 29-ю флотилию эсминцев («Зодиак», «Зефир» и «Зест»). «Конрад» направился в Вильгельмсхафен на базу кригсмарине, которая была захвачена уже 1-й польской бронетанковой дивизией.
До конца 1945 года крейсер служил транспортным судном Красного Креста, оказывая помощь пострадавшим от нацистской оккупации в Норвегии и Дании. В январе 1946 года корабль вернулся в Великобританию для сопровождения трёх польских кораблей: «Блыскавица», «Перун» и «Гарланд». 8 марта 1946 корабли официально покинули британский флот. 28 сентября 1946 «Конраду» вернули прежнее имя «Даная», и крейсер вернулся в состав КВМС Великобритании. 22 января 1948 корабль был продан компании T.W.Ward и 27 марта 1948 был разобран на стапелях верфи «Vickers Armstrong».